# Crnogorska nogometna reprezentacija
Crnogorska nogometna reprezentacija nacionalna je nogometna momčad Crne Gore pod upravom Crnogorskog nogometnog saveza (crnogorski: Fudbalski savez Crne Gore, kratica FSCG). Svoje domaće utakmice igra na Stadionu Pod Goricom u Podgorici.
Do 28. lipnja 2006. FSCG bio je u sastavu Nogometnih saveza FNRJ, SFRJ, SRJ i Srbije i Crne Gore. Poslije tog nadnevka postaje samostalan. Zahtjev za članstvo u europsku i svjetsku nogometnu organizaciju (UEFU i FIFU) podnešen je odmah po osnivanju, 30. lipnja 2006. godine. U UEFU je FSCG primljen na kongresu UEFA u Düsseldorfu, 26. siječnja 2007., a u FIFU 31. svibnja 2007. na kongresu u Zürichu. 
Reprezentacija se unatoč vrlo malom broju stanovnika, trenutno nalazi među 65 najboljih nogometnih nacija svijeta.

## Povijest
Crna Gora je, kao dio Jugoslavije (1918. – 1941., 1943. – 1991., osvojila 9 medalja sa Slovenijom, Hrvatskom, Bosnom i Hercegovinom, Srbijom, Kosovom i Sjevernom Makedonijom.
Do raspada SFR Jugoslavije, crnogorski nogometaši su dali nemjerljiv doprinos jugoslavenskom nogometu, koji se u Crnoj Gori službeno počinje igrati od 1913 godine kada je osnovan NK "Lovćen" na Cetinju. Od tada pa sve do raspada Jugoslavije 1991.g., ovo su 40 najboljih crnogorskih nogometaša, reprezentativaca Jugoslavije:
- Vojin Božović
- Miodrag Božović
- Branko Brnović
- Dragoljub Brnović
- Zoran Batrović
- Zoran Filipović
- Milovan Jakšić
- Slaviša Jokanović
- Nikola Jovanović
- Vojin Lazarević
- Dragoje Leković
- Zoran Lemajić
- Petar Ljumović
- Slobodan Marović
- Predrag Mijatović
- Miljan Miljanić – izbornik
- Ante Miročević
- Janko Miročević
- Petar Nikezić
- Milutin Pajević
- Danilo Popivoda
- Željko Petrović
- Ljubomir Radanović
- Duško Radinović
- Branko Rašović
- Nikola Radović
- Lazar Radović
- Slavko Radović
- Dejan Savićević
- Niša Saveljić
- Zoran Simović
- Refik Šabanadžović
- Milutin Šoškić
- Vasilije Šijaković
- Momčilo Vukotić
- Budimir Vujačić
- Dragan Vujović
- Radomir Vukčević
- Miljan Zeković
- Ranko Zirojević

Prvu službenu međunarodnu utakmicu nacionalna selekcija Crne Gore odigrala je u Podgorici 27. ožujka 2007. s reprezentacijom Mađarske (2:1). Budući da u to vrijeme FSCG nije bio FIFA-in član, FIFA tu utakmicu ne bilježi kao prvu službenu utakmicu, već susret na Kirin kupu protiv reprezentacije Japana, odigran 1. lipnja 2007. godine. Zbog kasnijeg prijama FSCG u UEFU i FIFU nogometna reprezentacija Crne Gore nije nastupila u kvalifikacijama za Europsko prvenstvo 2008. U kvalifikacijama za SP 2010. bili su u Skupini 8 i na kraju završili na petom mjestu.
Poslije prijama u UEFU za prvog je izbornika reprezentacije FSCG 2. veljače 2007. izabrao bivšeg nogometaša Crvene zvezde i Benfice Zorana Filipovića. Nakon što Filipović nije uspio s Crnom Gorom biti bolji od 5. mjesta u kvalifikacijama za SP 2010., u veljači 2010. izbornikom Crne Gore postao je Zlatko Kranjčar. Kranjčar je kvalifikacije za EP 2012. započeo s tri pobjede, a rezultat koji je pobrao medijsku pozornost bio je 0:0 remi s Engleskom na Wembleyju. No, nakon neriješenog rezultata s Bugarskom i poraza od Walesa, Kranjčaru je uručen otkaz, a novim je izbornikom postao Branko Brnović. Crna Gora se ipak nije uspjela plasirati na EURO 2012. nakon što je u dodatnim kvalifikacijama u studenom 2011. poražena od Češke ukupnim rezultatom 3:0.

### Izbornici
| Godine        | Drž. | Izbornici          |
| ------------- | ---- | ------------------ |
| 2006. – 2009. |      | Zoran Filipović    |
| 2010. – 2011. |      | Zlatko Kranjčar    |
| 2011. – 2015. |      | Branko Brnović     |
| 2016. – 2019. |      | Ljubiša Tumbaković |
| 2019.         |      | Miodrag Džudović   |
| 2019. – 2024. |      | Faruk Hadžibegović |
| 2024. – danas |      | Robert Prosinečki  |

## Statistike
| Broj | Igrač             | Godine           | Nastupi | Golovi |
| ---- | ----------------- | ---------------- | ------- | ------ |
| 1    | Fatos Beqiraj*    | 2009. – trenutno | 69      | 9      |
| 2    | Elsad Zverotić*   | 2008. – trenutno | 61      | 5      |
| 3    | Stefan Savić*     | 2010. – trenutno | 52      | 5      |
| 4    | Stevan Jovetić*   | 2007. – trenutno | 51      | 24     |
| 5    | Mirko Vučinić     | 2007. – 2017.    | 46      | 17     |
| 6    | Simon Vukčević    | 2007. – 2014.    | 45      | 2      |
| 7    | Vladimir Božović* | 2007. – 2014.    | 43      | 0      |
| 09   | Mladen Božović    | 2007. – 2017.    | 42      | 0      |
| 09   | Marko Simić*      | 2013. – trenutno | 42      | 1      |
| 10   | Nikola Vukčević   | 2014. – trenutno | 40      | 1      |

| Broj | Igrač             | Godine           | Golovi | Nastupi |
| ---- | ----------------- | ---------------- | ------ | ------- |
| 1    | Stevan Jovetić*   | 2007. – trenutno | 24     | 51      |
| 2    | Mirko Vučinić     | 2007. – 2017.    | 17     | 46      |
| 3    | Stefan Mugoša*    | 2015. – trenutno | 10     | 35      |
| 4    | Fatos Beqiraj*    | 2009. – trenutno | 9      | 69      |
| 5    | Dejan Damjanović* | 2008. – 2015.    | 8      | 30      |
| 6    | Radomir Đalović*  | 2007. – 2011.    | 7      | 26      |
| 7    | Andrija Delibašić | 2009. – 2013.    | 6      | 21      |
| 08   | Elsad Zverotić*   | 2008. – trenutno | 5      | 61      |
| 08   | Stefan Savić*     | 2010. – trenutno | 5      | 52      |
| 10   | Žarko Tomašević*  | 2010. – trenutno | 4      | 38      |

## Kvalifikacije za SP 2010.

### Kvalifikacije za SP 2010. – Grupa 8
- 6. rujna 2008.: Crna Gora – Bugarska 2:2
- 10. rujna 2008.: Crna Gora – Irska 0:0
- 15. listopada 2008.: Italija – Crna Gora 2:1
- 28. ožujka 2009.: Crna Gora – Italija 0:2
- 1. travnja 2009.: Gruzija – Crna Gora 0:0
- 6. lipnja 2009.: Cipar – Crna Gora 2:2
- 5. rujna 2009.: Bugarska – Crna Gora 4:1
- 9. rujna 2009.: Crna Gora – Cipar 1:1
- 10. listopada 2009.: Crna Gora – Gruzija 2:1
- 14. listopada 2009.: Irska – Crna Gora 0:0

| Reprezentacija | Ut. | Pob. | N. | Por. | G+ | G- | GR  | Bod. |
| -------------- | --- | ---- | -- | ---- | -- | -- | --- | ---- |
| Italija        | 10  | 7    | 3  | 0    | 18 | 7  | +11 | 24   |
| Irska          | 10  | 4    | 6  | 0    | 12 | 8  | +4  | 18   |
| Bugarska       | 10  | 3    | 5  | 2    | 17 | 13 | +4  | 14   |
| Cipar          | 10  | 2    | 3  | 5    | 14 | 16 | -2  | 9    |
| Crna Gora      | 10  | 1    | 6  | 3    | 9  | 14 | -5  | 9    |
| Gruzija        | 10  | 0    | 3  | 7    | 7  | 9  | -12 | 3    |

## Kvalifikacije za EP 2012.

### Kvalifikacije za EP 2012. – Grupa G
- 3. rujna 2010.: Crna Gora – Wales 1:0
- 7. rujna 2010.: Bugarska – Crna Gora 0:1
- 8. listopada 2010.: Crna Gora – Švicarska 1:0
- 12. listopada 2010.: Engleska – Crna Gora 0:0
- 4. lipnja 2011.: Crna Gora – Bugarska 1:1
- 2. rujna 2011.: Wales – Crna Gora 2:1
- 7. listopada 2011.: Crna Gora – Engleska 2:2
- 11. listopada 2011.: Švicarska – Crna Gora 2:0

| Reprezentacija | Ut. | Pob. | N. | Por. | G+ | G- | GR  | Bod. |
| -------------- | --- | ---- | -- | ---- | -- | -- | --- | ---- |
| Engleska       | 8   | 5    | 3  | 0    | 17 | 5  | +12 | 18   |
| Crna Gora      | 8   | 3    | 3  | 2    | 7  | 7  | 0   | 12   |
| Švicarska      | 8   | 3    | 2  | 3    | 12 | 10 | +2  | 11   |
| Wales          | 8   | 3    | 0  | 5    | 6  | 10 | -4  | 9    |
| Bugarska       | 8   | 1    | 2  | 5    | 3  | 13 | -10 | 5    |

### Dodatne kvalifikacije
- 11. studenog 2011.: Češka – Crna Gora 2:0
- 15. studenog 2011.: Crna Gora – Češka 0:1

## Vanjske poveznice
- Crnogorski nogometni savez  Arhivirana inačica izvorne stranice od 31. kolovoza 2014. (Wayback Machine) (crnog.)
- Crna Gora na stranici FIFE  Arhivirana inačica izvorne stranice od 27. ožujka 2010. (Wayback Machine) (engl.)
- Crna Gora na stranici UEFE (engl.)